# Tourelle Mougin de 155 mm modèle 1876
Pour les articles homonymes, voir Mougin.

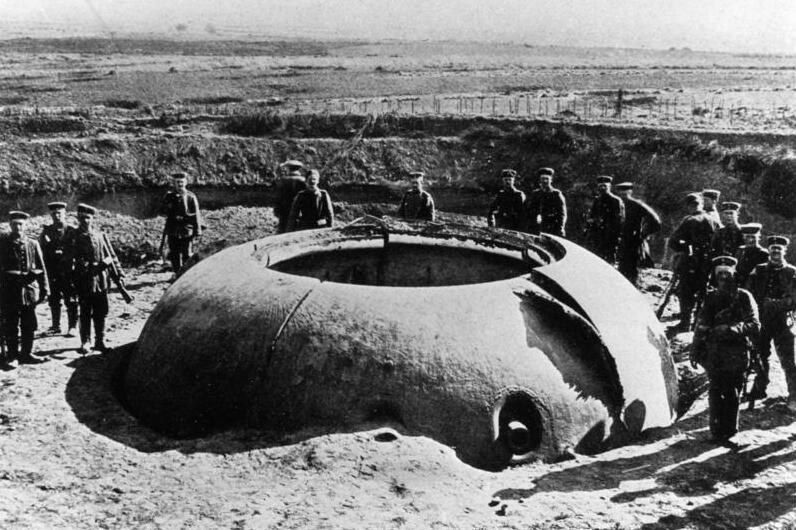
La tourelle Mougin du fort de Boussois, détruite en août 1914 par les obus allemands de 210 mm.

La tourelle Mougin de 155 mm modèle 1876 est l'un des types de tourelle qui équipent les forts du système Séré de Rivières à la fin du XIXe siècle. Il s'agit d'un modèle de tourelle seulement tournante (elle ne peut pas s'éclipser), installé en saillie sur la structure en maçonnerie du fort et armé de deux canons longs de 155 mm.

## Conception
La tourelle d'artillerie est d'abord une invention britannique, par le commandeur Cowper Phipps Coles en 1855 pendant la guerre de Crimée : c'est un canon de marine monté sur un affût pivotant et protégé par un bouclier hémisphérique. Coles, devenu capitaine, poursuivit la promotion de son idée ; après un test sur la batterie flottante HMS Trusty en 1861, la Royal Navy fit lancer des navires à tourelles, tels que les HMS Prince Albert en 1864 et Captain en 1869. Aux États-Unis, John Ericsson lança l'USS Monitor en 1862.
Quelques tourelles (ou coupoles) de Coles furent installées à terre comme batterie de côte, notamment à Gibraltar. En 1863, le Belge Henri Alexis Brialmont fit installer une tourelle de Coles dans le fort no 3 de la place forte d'Anvers. Trois autres coupoles sont placées en 1867 au fort Saint-Philippe. Ces exemplaires sont ensuite imités par les Russes (après la visite du général Édouard Totleben à Anvers) pour protéger la base de Kronstadt, puis par les Prussiens, dont le capitaine du génie Maximilian Schumann (de) développe un affût blindé (Panzerlafette) et une coupole cuirassée (Panzerdrehturm). Schumann rejoint la société de Hermann Gruson à Magdebourg, qui produit dans les années 1870 un modèle de coupole modèle 1873 en fonte armé de deux canons de 15 cm, dont les exemplaires défendent désormais Bremerhaven, La Spezia et Metz (dans les forts Kameke et Manstein).
En France, la Commission des cuirassements mène des essais sur le polygone de Gâvres de 1874 à 1878, finissant par accepter en 1876 un modèle de tourelle en fonte qui prend le nom du secrétaire de commission, le capitaine Henri-Louis-Philippe Mougin, armée avec deux canons de 155 mm. Dans le cadre du système Séré de Rivières, 25 exemplaires sont construits de 1879 à 1887, dont 21 par la société Châtillon et Commentry (à Saint-Chamond) et quatre par Schneider (au Creusot), pour un coût unitaire de 205 000 francs.
Dans les années 1880, la crise de l'obus-torpille remet en cause toutes les fortifications précédentes. Les solutions proposées sont de recouvrir les forts avec une carapace de béton et d'y installer des tourelles à éclipse. Mais devant le prix de ces dernières (la tourelle Galopin modèle 1890 coûte 850 000 francs, soit quatre fois plus que la Mougin), on garde les anciennes tourelles, dont cinq sont renforcées et abaissées. En août 1914, les deux tourelles du fort de Manonviller, celle du fort de Boussois et celle du fort de Cerfontaine sont percées par les obus allemands. En septembre et octobre 1914, c'est au tour de la tourelle du fort de Liouville.

## Description
La tourelle est armée avec deux canons de 155 mm L modèle 1877, dont le tube fait 4,2 mètres de long, d'où une tourelle de 6 m de diamètre et de 1,50 m de haut (pour la partie à l'air libre). L'affût est à frein et hausse hydrauliques, permettant le pointage en hauteur de −5 à +20°. Chaque tube peut ainsi envoyer un obus de 40 kg à un maximum de 7,5 km.
Pour la protection, la muraille est composée de quatre pièces de fonte incurvées de 60 cm d'épaisseur, avec dessus une calotte plate de 20 cm d'épaisseur. L'avant-cuirasse est composée de voussoirs placés dans une collerette en béton. La chambre de tir, qui supporte la tourelle, fait six mètres de diamètre ; la rotation est assurée par une couronne équipée de 16 galets de roulement, le tout reposant sur un rail circulaire. La rotation se fait grâce à un treuil à bras entraînant une chaîne sans fin.

## Liste des tourelles
25 exemplaires furent installés de 1879 à 1887 :
| Forts                            | Numéros de tourelle | État                               |
| -------------------------------- | ------------------- | ---------------------------------- |
| Fort de Giromagny                | A et B              | démantelée en 1943                 |
| Fort de Longchamp                | C                   | démantelée en 1943                 |
| Fort du Parmont                  | D                   | démantelée en 1943                 |
| Fort de Saint-Cyr                | E                   | en place sans les canons           |
| Fort de Lucey                    | F                   | démantelée en 1943                 |
| Fort de Villey-le-Sec            | G                   | en place avec ses canons           |
| Fort de Manonviller              | H et I              | détruites en août 1914             |
| Fort de Vaujours                 | J                   | en place sans les canons           |
| Fort de Villeneuve-Saint-Georges | K                   | démantelée en 1947                 |
| Fort de Montfaucon               | L                   | démantelée en 1943                 |
| Fort de Frouard                  | M                   | en place sans les canons           |
| Fort de Liouville                | N                   | détruite en septembre-octobre 1914 |
| Fort de Pagny-la-Blanche-Côte    | O                   | démantelée dans les années 1930    |
| Fort de Corbas                   | P                   | en place sans ses canons           |
| Fort de Bondues                  | Q                   | démantelée en 1955                 |
| Fort de Boussois                 | R                   | détruite en août 1914              |
| Fort du Barbonnet                | S et T              | en place, l'une sans les canons    |
| Fort de Pont-Saint-Vincent       | U                   | démantelée en 1943                 |
| Fort de Cerfontaine              | A'                  | détruite en août 1914              |
| Fort d'Hirson                    | B'                  | démontée par les Allemands en 1914 |
| Fort du Domont                   | C'                  | en place sans ses canons           |
| Fort de Stains                   | D'                  | en place sans ses canons           |